# Walter Kaaden

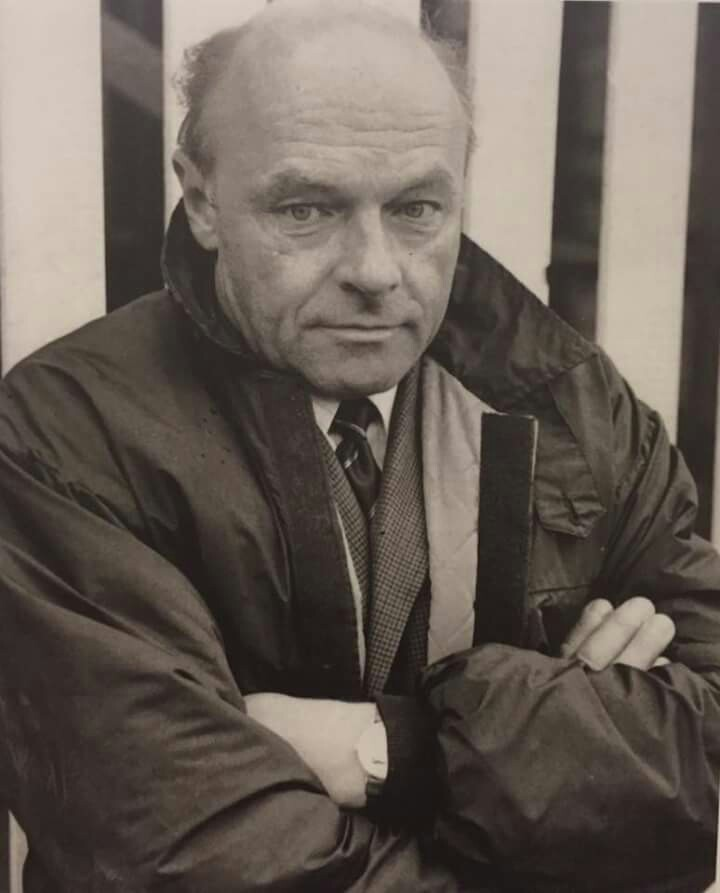
Walter Kaaden.

Walter Kaaden (Pobershau, 1 de setembro de 1919 –– Thum, 3 de março de 1966) foi um engenheiro alemão que se tornou notório por seu aperfeiçoamento do motor de dois tempos enquanto trabalhava na fábrica da MZ.
Sua compreensão das ondas de ressonância no sistema de exaustão do motor dos tempos o permitiu criar um motor que combinasse a indução da válvula de disco com os escapamentos da câmara de expansão, conseguindo fazer com que pela primeira vez um motor conseguisse 200 bhp por litro com sua MZ 125cc, lançando as fundações do que se tornaria o motor dos tempos modernos, ao ponto de, entre os anos de 1975 e 2001, quando as regras das competições de motovelocidade mudaram, nenhuma moto sem um motor dos tempos baseado no seu projeto conseguiu vencer um título de qualquer categoria.
Apesar do seu aperfeiçoamento do motor dos tempos, as motos que correram com um motor desenvolvido por ele resultaram em apenas 13 vitórias, e outros 105 pódios entre 1955 e 1976. Isto se deu porque, em 1961, o principal piloto de fábrica da MZ, Ernst Degner, que também era um engenheiro formado, desertou da Alemanha Oriental com os projetos do motor de Kaaden –– que resultou no vice-campeonato de Degner em 1961 nas 125cc, com ele perdendo o título influenciado por sua deserção –– para o Japão após uma oferta significativa do presidente da Suzuki para Degner. Kaaden chegou a ser interrogado e considerado cúmplice pela Stasi, o que acabou afetando sua carreira. Degner venceu o título com uma Suzuki em 1962, embora tenha entrado em declínio a partir de então.